# Gianna Jessen
Gianna Jessen (Los Angeles, 6. travnja 1977.) američka je aktivistica protiv pobačaja. Rođena je tijekom neuspjelog pokušaja pobačaja korištenjem kemijskih supstanci. Film Listopadska beba iz 2011. godine djelomično se temelji na njezinu životu.

## Rani život
Jessen je rođena 6. travnja 1977. u Los Angelesu, Kalifornija. Njezin zdravstveni karton pokazuje da je rođena u tridesetom tjednu trudnoće od sedamnaestogodišnje djevojčice, tijekom neuspjelog pobačaja korištenjem kemijskih supstanci. Jessenin rodni list potpisao je liječnik koji je vršio pobačaj.
Jessen je pri rođenju težila 1,1kg, a rođena je s cerebralnom paralizom, motoričkim stanjem koje utječe na različita područja tjelesnog kretanja, a koje je, kako kaže, uzrokovano pokušajem pobačaja.  Ona to opisuje kao "sjajan dar". Jessen je prije nego što je udomljena provela u bolnici tri mjeseca. Posvojena je u dobi od četiri godine.

## Karijera

### 1990-te
Jessenina aktivistička karijera započela je 1991. godine kad je imala 14 godina, nakon što joj je njezina posvojiteljica Diana DePaul rekla da ju je tijekom neuspjelog pokušaja pobačaja rodila 17-godišnja djevojčica. Jessen od tada vodi borbu protiv pobačaja, govoreći: "Udobnije je o abortusu misliti kao političkoj odluci ili pravnom pitanju. Ali ja nisam pravno pitanje. Ja sam ljudsko biće". Jessen je rekla da je oprostila biološkoj majci, ali da je veza s njom ne zanima, navodeći snažan odnos s majkom posvojiteljicom. Jessen je također vodila kampanju protiv izuzetaka kod zakona o pobačaju u kasnom terminu, a s obzirom na fetalnu invalidnost, pozivajući se na vlastiti invaliditet. Jessen se 1991. sa svojom posvojiteljicom pojavila u emisiji Maury Povich.  Izvješćujući o njezinoj priči i objavljujući naciji Jessenin rani život, The New York Times je primijetio da su Jessen i Becky Bell, tinejdžerica koja je navodno umrla od traljavog nesigurnog pobačaja 1988. godine, postale simboli američke rasprave o pobačaju i okarakterizirao ih kao "djevojke s plakata čije se priče pametno plasiraju kako bi održale visoku razinu strasti". "Jessen" je zapravo umjetničko ime koje je odabrano kod započinjanja aktivizma. 
Godine 1995., četiri godine nakon što je Jessen došla u središte nacionalne pozornosti, autorica Jessica Shaver objavila je njezinu biografiju. Početkom 1996. Festival of Light Australia sponzorirao je njenu australsku turneju tijekom koje je Jessen govorila u svim državama i teritorijima.

### 2000-te
U svom govoru 2002. godine kod potpisivanja Zakona o zaštiti rođene dojenčadi predsjednik George W. Bush spomenuo je Jessen, priznavši njezinu zauzetost i izrazivši joj zahvalnost.
U prosincu 2005. Jessen je otputovala u London kako bi podržala kampanju za smanjenje broja pobačaja prema Zakonu o pobačaju u Velikoj Britaniji, te održala govor na parlamentarnom sjednici Donjeg doma. Nadbiskupi Canterburyja i Westminstera izjavili su kako se nadaju da će njezina priča potaknuti Parlament da ponovno postavi pitanje pobačaja.
Zastupnički dom države Colorado 8. svibnja 2006. razmatrao je rezoluciju u čast 90. godišnjice lokalne podružnice Planned Parenthooda. Republikanski predstavnik Ted Harvey pozvao je Jessen da tog dana otpjeva državnu himnu u Gornjem domu, te zatim ispriča svoju priču "jer, 'samo sam htio uključiti njezin lik u tu proslavu'".
U rujnu 2008., Jessen je boravila u australskoj Canberri pod pokroviteljstvom australskog kršćanskog lobija, kako bi lobirala kod saveznih političara o pobačajima u kasnom terminu. Istog mjeseca Jessen se pojavila u političkoj reklami tijekom američke predsjedničke kampanje 2008. godine, rekavši, "da je po zamisli Baracka Obame, ne bih bila ovdje", pozivajući se na Obamino protivljenje legislativi "born alive".

### 2010-te
U rujnu 2015, Jessen je svjedočila na Kongresnom saslušanju istražujući prakse Planned Parenthooda u vezi s darivanjem fetalnog tkiva, nakon kontroverze o tajnim video zapisima o Planned Parenthoodu iz 2015. Tijekom svjedočenja Jessen je rekla da će Planned Parenthoodu postaviti sljedeće pitanje: "Ako se pobačaj tiče ženskih prava, gdje su moja?"